# Messicani (etnia)
I messicani (in spagnolo mexicanos) sono una popolazione dell'America del Nord, in gran parte discendenti dai coloni europei e dagli indigeni.

## Origine
Il 60% dei messicani è costituita da meticci, ovvero di discendenza mista tra coloni europei (soprattutto spagnoli) e indigeni. I discendenti da europei sia da parte di madre sia di padre sono circa il 16%, e sono di origine spagnola, italiana, francese, tedesca, polacca, russa e inglese. Gli amerindi, discendenti da Maya e Aztechi, sono circa il 20%.
Il restante 4% è costituito da argentini, cileni, peruviani e boliviani che scapparono dai rispettivi Paesi tra gli anni cinquanta e ottanta per via dei regimi dittatoriali sorti in questi luoghi; al termine dei regimi alcuni tornarono, ma molti restarono e assunsero la cittadinanza messicana, creando nuovi nuclei familiari.

## Consistenza numerica
La popolazione di identità messicana è forte di circa 155 000 000 unità, vale a dire pressappoco il 2,05% della popolazione mondiale. La maggior parte (119 530 800 persone) risiede nella madrepatria Messico, mentre gli altri 36 milioni abitano nel resto del Nordamerica e in alcuni Stati dell'Europa.

## Lingua
La lingua madre dei messicani è lo spagnolo, lingua ufficiale del Messico e co-ufficiale degli Stati Uniti. Va però segnalato che circa il 7% dei messicani affianca allo spagnolo una lingua amerindia; a tutela di ciò il Governo messicano riconosce 62 lingue amerindie, tra le quali le più parlate sono il nahuatl e il maya. 
L'inglese è molto conosciuto nel Messico settentrionale e nelle comunità statunitensi per motivi economici, ma è sempre secondario rispetto allo spagnolo.

## Religione
La religione più praticata tra i messicani è quella cattolica (83,9%), seguono i protestanti (7,6%), l'animismo (2,5%) e l'ateismo (4,6%). Alcuni amerindi, pur dichiarandosi cattolici, praticano in realtà una religione sincretista, che mescola il cristianesimo e alcuni elementi degli antichi culti aztechi e maya. Il mormonismo si stanno diffondendo in modo significativo nelle principali città presso il confine nord-orientale. L'ebraismo è presente da molti secoli in Messico e attualmente vi sono circa 100 000 ebrei nel Paese. Un culto poco conosciuto, diffuso in Messico, America centrale e USA meridionali è quello della Santa Morte.

## Messicani famosi
- Frida Kahlo, artista
- Cuauhtémoc, ultimo imperatore Azteco, leader delle lotte contro i colonizzatori spagnoli
- Agustín de Iturbide, leader della lotta d'indipendenza dalla Spagna e Imperatore del Messico durante il Primo Impero
- Benito Juárez, primo indio a essere eletto presidente. Riconosciuto eroe nazionale
- Porfirio Díaz, dittatore
- Pancho Villa, leader rivoluzionario ed eroe nazionale
- Emiliano Zapata, leader rivoluzionario ed eroe nazionale
- Francisco Madero, leader rivoluzionario
- George J. Lewis, attore
- Diego Rivera, artista
- Francisco Eppens Helguera, artista
- Enrique Serna, scrittore
- Alejandro González Iñárritu, regista premio Oscar
- Gael García Bernal, attore
- Javier Hernández, detto Chicharito, calciatore nazionale messicana e West Ham
- Andrés Guardado, calciatore della nazionale messicana e del Real Betis di Siviglia
- Hirving Lozano, detto Chucky, calciatore della nazionale messicana e  Napoli
- Guillermo Ochoa, portiere di calcio della nazionale messicana e della squadra messicana América
- Rey Mysterio, wrestler statunitense di origini messicane
- Sin Cara, wrestler messicano
- Carlos Santana, Chitarrista Messicano naturalizzato statunitense